# Kjettil Classon Felterus

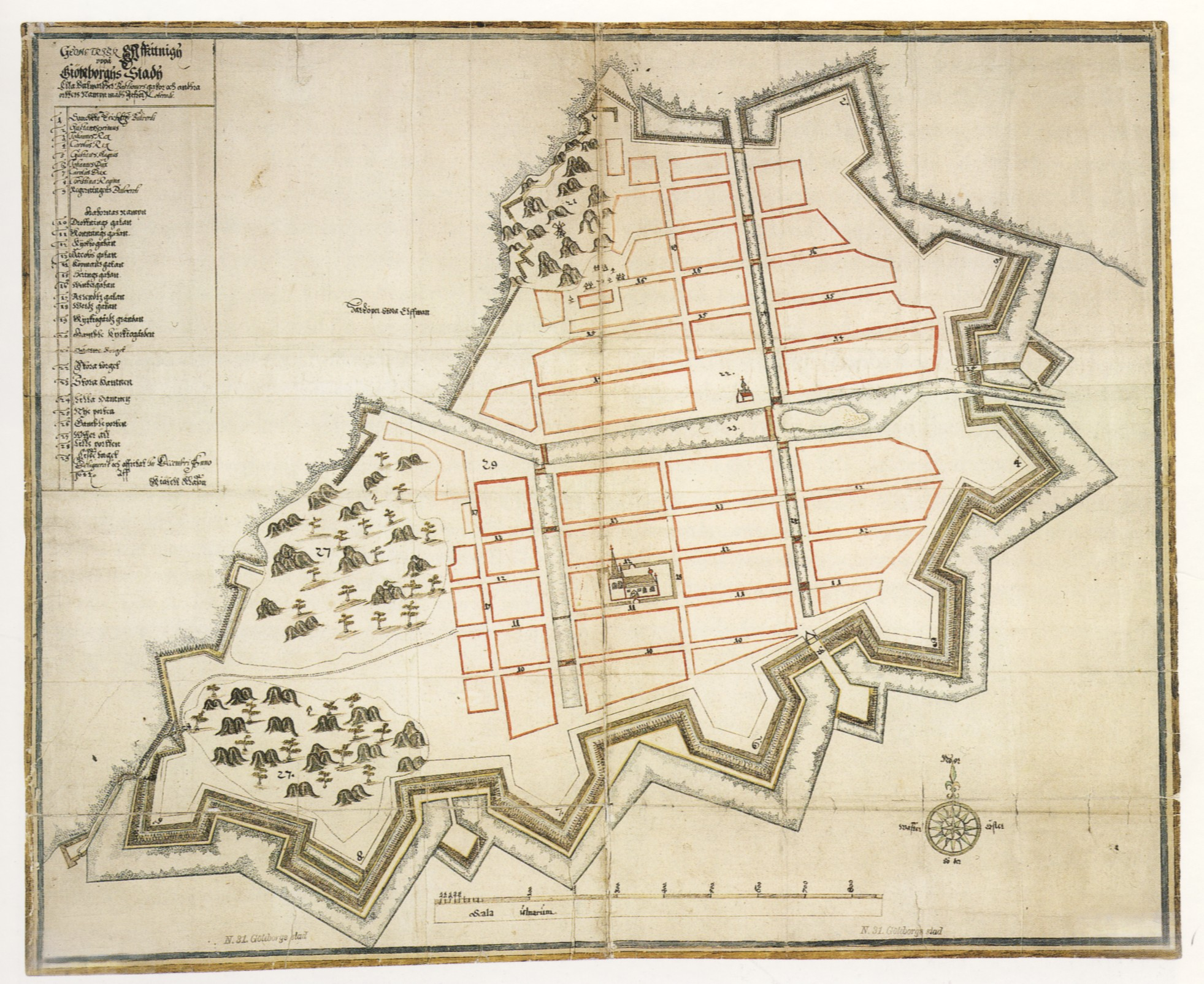
Klaessons karta över Göteborg Inom vallgraven från 1644. Den tidigast kända gatunamnskartan.

Kjettil Classon Felterus, född omkring 1615 i Erikstads socken, Dalsland, troligen död 1690 i Torslanda socken vid Göteborg,  var en svensk lantmätare och kartograf. Det är inte med visshet känt varken när han föddes eller dog.

## Biografi
Classon är troligen född på hemmanet Lerhult eller utbygget Heden i Erikstads socken på Dal. Fadern hette Clas Bryngelsson och bröderna Bryngel Classon och Olof Classon (stadsfiskal i Göteborg). Han blev student vid Uppsala universitet i september 1634, och utbildades därefter av västgöten Johan Botvidsson Gyllensting, som 1637 förordnades som den förste lantmätaren i Skaraborg och Älvsborgs län. Gyllensting hade själv gått hos Anders Bure, som bland annat hade instruktionen "Kongl. Maj:t honom nådigst efterlåtit och tillstått att där han icke kan överkomma lantmätare, , som äro vana att avmäta landskaper på geometriskt sätt och därav säkra avritningar göra, då må han antaga unga drängar, ärlige mäns barn, som han därtill instruera och lära kan".
Vid samma tid som lantmäteriet fick sin första inspektor, den 17 maj 1642 fick Peder Menlös fullmakt som lantmäteriinspektor, kom Classon ut som lantmätare. Den 20 maj 1643 blev han förordnad som lantmätare i Västmanland, en tjänst som han dock inte tycks ha tillträtt, då han redan 1642-43 arbetade i Redvägs härad vid dåvarande Bogesund och sedan fortsatte med As, Vedens och Kinds härader. Där höll han på med uppmätning för geometriska jordeböcker fram till och med 1648. Gyllensting avgick 1647, då Kjettil Classon fick den första formella fullmakten som lantmätare i Skaraborgs och Älvsborgs län. År 1650 utsträcktes Classons fullmakt till att även omfatta Dal, och när Sverige genom freden i Roskilde erhöll Bohuslän, blev han lantmätare också där. Hans arbetsfält var mycket vidsträckt, eftersom även Halland omfattades av hans verksamhet.
Classon upprättade alltså geometriska kartor för skattläggningsändamål i södra Älvsborgs län. Samtidigt sammanställde han sitt material till härads- och sockenkartor. En häradskarta över Redväg kom 1642-43 och 1649 över Ås härad. Sammanställningen av geografiska kartor tycks därefter ha dominerat hans arbete, och inom det området åstadkom han både sina mesta och bästa kartor. Parallellt gjorde han mindre geometriska kartläggningar, men höll hela tiden också på med jordrannsakningar. År 1644 gjorde han en mycket känd karta över Göteborg (se bild) och likadant 1655 över Älvsborgs Kungsladugård. År 1652 blev han klar med sin första landskapskarta över Halland, sannolikt med hjälp av tidigare danska mätningar. Classon mätte 1653 av Skara, och 1655 ritar han två kartor över Skaraborg. Han mäter 1659 skogs- och allmänningskartor över kronoparkerna Billingen, Kinneskog samt Halle- och Hunneberg.
Dalsland var ett till sin topografi relativt okänt landskap, men fick genom Classon sin karta samtidigt med Bohuslän 1658. Bohuslän får 1673 sin andra, förbättrade upplaga och 1684 kommer den sammanfattande och praktfullt ritade kartan över Västergötland, Dalsland, Halland och Bohuslän. Av ålderdom och dålig syn lämnar Classon sin tjänst 1684 och slår sig ner i Torslanda, men fortsätter in i det sista att rita sina kartor.   
Troligen begravdes Kjettil Classon Felterus den 13 april 1690 på Torslanda gamla griftegård, eftersom det i ett Kungligt brev den 6 april 1668 till kammarkollegium utlovas honom för hans 26-åriga tjänst samt nit i revisionen av skattläggningen i Halland, Dal, Älvsborgs och Bohus län tre hela hemman i Torslanda socken, "om så läte sig göra". Men sju år senare befalldes guvernören att låta Kjettil Classon med hustru, barn och efterkommande under skattemannarätt besitta tre små kronohemman samt en kronoäng. Några hela hemman blev det alltså inte, men han fick i alla fall gårdarna 1/4 och 1/2 mantal Bulycke och 1/2 mantal Gutkom. År 1690 är det sista året som något finns registrerat om honom, då bodde han i Torslanda by. Classon var gift, men hustruns namn är inte känt. Initialerna kan vara "K.P.D." som hittats på en ring från bouppteckningen. Hustrun begravdes 8 juni 1689 i Göteborg. Namnet Felterus fördes inte vidare eftersom inget barn överlevde fadern.
I sitt verk Sveriges karta, Tiden till omkring 1850 (1903) ger författaren Sven Lönborg honom betyget: "I jämförelse med vad som åstadkoms av Kjettil Classon äro de andra lantmätarnas arbeten skäligen obetydliga, fastän flera av dem ingalunda sakna förtjänst". Han anses ha tillhört det svenska 1600-talets främsta kartografer.
Den äldsta karta som finns bevarad i Norges geografiska Opmaalings samlingar är en gränskarta, av Kjettil Classon Felterus.

## Produktion i urval
Göteborg
- "Älvsborgs Kungsladugård." (1655)
- "2:ne Planer af Gustawi Dom Kyrka, Hwaraf den ena wisar Grafwarne och den andra Stolarne af Kiettel Classon år 1673."
- "Afritning på Grafwarne i Gustavi Kyrkogård, af mätt 1674 af Kiettel Classon Fetterhoff."